# 元谋西站
元谋西站位于云南省楚雄彝族自治州元谋县元马镇热水塘村，是峨广铁路（成昆铁路复线永广段）和成昆铁路（成昆旧线、元昆线）的一座火车站。车站于2017年1月开工，2017年9月12日既有成昆铁路接入车站，2019年1月18日车站经过站场线路河信号改造后开通。
2019年9月19日永广铁路本站至甸尾区间开通运营，但客运业务直至12月30日才启用。2020年5月25日起车站开行始发普速列车：原昆明-攀枝花6162/6161次列车运行区间缩短至元谋西，车次改为7466/5次。

## 车站结构

### 站房
元谋西站站房面积1995.8平方米，为线侧下式站房。车站位于地上一层、局部位于地下一层，结构形式为钢筋混凝土现浇框架。站房附近另设有牵引变电所、10KV配电所、车站单身宿舍、公安派出所等设施。

### 站场
| 3站台    | 峨广铁路 往成都方向（新康站）   |
| 岛式站台 |                                 |
| 2站台    | 峨广铁路 往成都方向（新康站）   |
| 通过线   | 峨广铁路上行列车通过线          |
| 通过线   | 峨广铁路下行列车通过线          |
| 通过线   | 成昆铁路列车                    |
| 1站台    | 峨广铁路 往昆明方向（大树村站） |
| 侧式站台 |                                 |
| 站房     | 进站口、售票、候车、检票口      |